# ألبومين تانات
ألبومين تانات Albumin tannate يعرف أيضاً باسم التانين ألبومينات. وهو مضاد اسهال.

## المصدر
- موسوعة العلوم العربية